# Полёт (РН)
Полёт (индекс ГУКОС — 11А59) — советская двухступенчатая ракета-носитель лёгкого класса из семейства «Р-7». РН «Полёт» разрабатывалась и изготавливалась в куйбышевском филиале № 3 ОКБ-1 (ныне — ЦСКБ-Прогресс) под руководством Дмитрия Ильича Козлова и Сергея Павловича Королёва.
РН «Полёт» является модификацией ракеты-носителя «Р-7А» и была предназначена для вывода на круговую орбиту специальных маневрирующих ИСЗ — «Полёт-1» и «Полёт-2», разработки ОКБ-52 под руководством Владимира Николаевича Челомея.

## История создания
Двухступенчатая РН 11А59 была разработана во исполнение Постановления ЦК КПСС и Совета Министров СССР № 258—110 от 16 марта 1961 года, филиалом № 3 ОКБ-1 (ныне — «ЦСКБ-Прогресс») на базе межконтинентальной баллистической ракеты (МБР) «Р-7А» (индекс ГУКОС — 8К74).
Испытательные работы по отработке процессов отделения объекта ИС (рабочее название аппаратов И-2В) от второй ступени ракеты-носителя 11А59 проводились на лётно-испытательной доводочной базе в Жуковском.

## Особенности конструкции
Ракета-носитель 11А59 разрабатывалась на базе «Р-7А» путём создания принципиальной новой по конструкции и виду головной части. Принципиальным техническим нововведением был факт использования детонационного шнура вокруг корпуса для сброса головной части.

## Список всех запусков ракеты-носителя «Полёт»
Ракетой-носителем 11А59 «Полёт» с космодрома Байконур в 1963 и 1964 гг. были запущены первые советские маневрирующие спутники «Полёт-1» и «Полёт-2», типа «И-2В», созданные в ОКБ-52 под руководством В. Н. Челомея.
| 1 | 1 ноября 1963 года  | Полёт-1 | «И-1В» № 1 | 1963-043A | 00683 | Байконур 31/6 | Успех |
| 2 | 12 апреля 1964 года | Полёт-2 | «И-1В» № 2 | 1964-019A | 00784 | Байконур 31/6 | Успех |